# Station Skowarcz
Station Skowarcz is een spoorwegstation in de Poolse plaats Skowarcz.